# Alchemilla japonica
Alchemilla japonica là loài thực vật có hoa trong họ Hoa hồng. Loài này được Nakai & H. Hara mô tả khoa học đầu tiên năm 1937.